# Bernard Matthys
Bernard Matthys (Massemen-Westrem, 8 mei 1776 - Schellebelle, 14 april 1844) was een Belgische politicus en bierbrouwer. Hij was de zoon van François Matthys (1742-1820), burgemeester te Wetteren.
Bernard Matthys was schepen te Schellebelle van 1808 tot 1830 en nadien tot bij zijn dood burgemeester van deze gemeente aan de Schelde. Daarnaast was hij eigenaar van Brouwerij De Ruiter, gelegen aan de Wettersestraat. Thans zijn de gerestaureerde gebouwen buiten gebruik. De grafstenen van de families Matthys en Van Damme zijn aangebracht bij de calvarie aan de kerk van Schellebelle.
Zijn zoon Jean-Baptiste Matthys (1817-1887) was eveneens brouwer, burgemeester en provinciaal raadslid in Oost-Vlaanderen.